# Kollaps
Az 1981-es Kollaps az Einstürzende Neubauten első hivatalos nagylemeze. Szerepel az 1001 lemez, amit hallanod kell, mielőtt meghalsz című könyvben.

## Az album dalai
|     | Cím                                                       | Hossz |
| --- | --------------------------------------------------------- | ----- |
| 1.  | Tanz Debil                                                | 3:19  |
| 2.  | Steh auf Berlin                                           | 3:45  |
| 3.  | Negativ Nein                                              | 2:24  |
| 4.  | U-Haft-Muzak                                              | 3:47  |
| 5.  | Draußen ist Feindlich                                     | 0:47  |
| 6.  | Schmerzen Hören (Hören mit Schmerzen)                     | 2:32  |
| 7.  | Jet'm                                                     | 1:24  |
| 8.  | Kollaps (több kiadáshoz hozzáadva)                        | 8:03  |
| 9.  | Sehnsucht                                                 | 1:21  |
| 10. | Vorm Krieg                                                | 0:20  |
| 11. | Hirnsäge                                                  | 1:55  |
| 12. | Abstieg & Zerfall                                         | 4:28  |
| 13. | Helga                                                     | 0:11  |
| 14. | Schieß Euch Ins Blut (a CD-kiadáson szerepel)             | 3:06  |
| 15. | Negativ Nein (koncertfelvétel; több CD-kiadáson szerepel) | 4:37  |

## Közreműködők
- Blixa Bargeld – ének, gitár, zajok
- N.U. Unruh – ütőhangszerek, vokál
- F.M. Einheit – ütőhangszerek, vokál

## Fordítás
Ez a szócikk részben vagy egészben a Kollaps című angol Wikipédia-szócikk ezen változatának fordításán alapul.  Az eredeti cikk szerkesztőit annak laptörténete sorolja fel. Ez a jelzés csupán a megfogalmazás eredetét és a szerzői jogokat jelzi, nem szolgál a cikkben szereplő információk forrásmegjelöléseként.